# Seznam senatorjev druge italijanske legislature
Seznam senatorjev 2. legislature Republike Italije je urejen po političnih strankah.

## Skupina levih samostojnih demokratov
- Angrisani Luigi
- Cerabona Francesco
- Grammatico Pietro
- Mole' Enrico
- Nasi Virgilio
- Russo Salvatore
- Saggio Raffaele
- Smith Tomaso
- Spagna Alessandro

## Liberalno-socialno-republikanska skupina
- Amadeo Ezio
- Battaglia Edoardo
- Canevari Emilio
- Carmagnola Luigi
- Dardanelli Giuseppe
- Einaudi Luigi
- Granzotto Basso Luciano
- Pannullo Antonio
- Perrier Stefano
- Schiavi Alessandro
- Spallicci Aldo
- Stagno Villadicani d'Alcontres Carlo
- Zanotti Bianco Umberto

## Monaristi
- Buglione Pasquale
- Condorelli Orazio
- De Marsico Alfredo
- Fiorentino Gaetano
- Gazzale Enrico
- Lauro Achille (razveljavljena izvolitev; 8. aprila 1954 ga nadomestil Raffaele Guariglia)
- Lubelli Arnaldo
- Mastrosimone Carlo
- Nacucchi Nicola
- Paolucci Raffaele
- Rogadeo Francesco
- Taddei Leonetto
- Terragni Attilio
- Tripepi Domenico
- Zagami Leopoldo

## Krščanska demokracija
- Amigoni Pietro
- Angelilli Ugo
- Angelini Cesare
- Angelini Nicola
- Artiaco Alfonso
- Azara Antonio
- Baracco Leopoldo
- Battista Emilio
- Bellora Pietro
- Benedetti Luigi
- Bertone Giovanni Battista
- Bisori Guido
- Bo Giorgio
- Boggiano Pico Antonio
- Bosco Giacinto
- Braccesi Giorgio
- Braschi Giovanni
- Bruna Settimio
- Buizza Angelo
- Bussi Antonio
- Calauti Francesco
- Caporali Raffaele
- Carboni Enrico
- Carelli Mario
- Caristia Carmelo
- Caron Giuseppe
- Caron Luigi Carlo
- Cemmi Angelo
- Cenini Pietro
- Cerica Angelo
- Cerulli Irelli Giuseppe
- Ceschi Stanislao
- Ciasca Raffaele
- Cingolani Mario
- Clemente Pasquale
- Corbellini Guido
- Cornaggia Medici Giovanni
- Corti Carlo
- Criscuoli Gabriele
- Cusenza Gaspare
- De Bacci Fulvio
- De Bosio Francesco
- De Giovine Alfonso
- De Luca Angelo
- De Luca Carlo
- De Pietro Michele
- Di Rocco Angelo
- Elia Raffaele
- Ferrari Francesco
- Focaccia Basilio
- Galletto Bortolo
- Gava Silvio
- Gerini Alessandro
- Giardina Camillo
- Grava Carlo
- Guglielmone Teresio
- Jannuzzi Onofrio
- Lamberti Giovanni
- Lepore Antonio
- Longoni Mario
- Lorenzi Angelo
- Magliano Giuseppe
- Magri' Domenico
- Marchini Camia Francesco
- Martini Ferdinando
- Martini Martino
- Medici Giuseppe
- Menghi Vincenzo
- Merlin Umberto
- Messe Giovanni
- Molinari Giuseppe
- Monaldi Vincenzo
- Monni Antonio
- Moro Gerolamo Lino
- Mott Angelo Giacomo
- Negroni Zaccaria
- Page Ernesto
- Pallastrelli Giovanni
- Pelizzo Guglielmo
- Pezzini Cristoforo
- Pezzullo Raffaele
- Piechele Arturo
- Piegari Giuseppe
- Piola Giacomo
- Ponti Giovanni
- Restagno Pier Carlo
- Riccio Mario
- Rizzatti Antonio
- Romano Antonio
- Romano Domenico
- Russo Luigi
- Salari Giuseppe
- Salomone Rocco
- Samek Lodovici Emanuele
- Sanmartino Salvatore
- Santero Natale
- Sartori Giovanni
- Schiavone Domenico
- Selvaggi Francesco
- Sibille Giuseppe Maria
- Spallino Lorenzo
- Spasari Tommaso
- Tartufoli Amor
- Terragni Giuseppe
- Tessitori Tiziano
- Tirabassi Angelo Donato
- Tome' Zefferino
- Toselli Antonio
- Trabucchi Giuseppe
- Tupini Umberto
- Turani Daniele
- Vaccaro Nicola
- Valmarana Giustino
- Vanoni Ezio
- Varaldo Franco
- Zane Francesco
- Zelioli Lanzini Ennio
- Zoli Adone
- Zotta Mario
- Zugaro De Matteis Giuseppe

## Komunisti
- Alberganti Giuseppe
- Asaro Filippo
- Banfi Antonio
- Bitossi Renato
- Boccassi Carlo
- Bolognesi Severino
- Borrelli Antonio
- Bosi Ilio
- Cappellini Egisto
- Colombi Arturo Raffaello
- De Luca Luca
- Donini Ambrogio
- Fantuzzi Silvio
- Farina Giovanni
- Fedeli Armando
- Fiore Umberto
- Flecchia Vittorio
- Fortunati Paolo
- Gervasi Galliano
- Giustarini Mario
- Gramegna Giuseppe
- Grieco Ruggero
- Imperiale Giuseppe
- Leone Leo
- Mancino Michele
- Massini Cesare
- Menotti Clarenzo
- Minio Enrico
- Montagnani Piero
- Negro Antonio
- Palermo Mario
- Pastore Ottavio
- Pastore Raffaele
- Pellegrini Giacomo
- Pesenti Antonio
- Pucci Alberto Mario
- Ravagnan Riccardo
- Ristori Pietro
- Roffi Mario
- Roveda Giovanni
- Scoccimarro Mauro
- Secchia Pietro
- Sereni Emilio
- Spano Velio
- Spezzano Francesco
- Terracini Umberto
- Valenzi Maurizio
- Voccoli Odoardo
- Zucca Vincenzo

## Italijansko socialno gibanje
- Barbaro Michele
- Crollalanza Araldo
- Ferretti Lando
- Franza Enea
- Marina Mario
- Prestisimone Pasquale
- Ragno Luigi
- Trigona Della Floresta Ferdinando
- Turchi Francesco

## Socialistična stranka Italije
- Agostino Rocco Vincenzo
- Alberti Giuseppe
- Barbareschi Gaetano
- Bardellini Giuseppe
- Busoni Jaures
- Caldera Carlo
- Cermignani Armando
- Cerutti Arduino
- Cianca Alberto
- Fabbri Luigi
- Giacometti Guido
- Giua Michele
- Grampa Mario
- Grazi Enrico
- Iorio Michelangelo
- Locatelli Amilcare
- Lussu Emilio
- Mancinelli Carmine
- Mariani Francesco
- Mariotti Luigi
- Marzola Giorgio
- Merlin Angelina
- Morandi Rodolfo
- Negri Alceo
- Papalia Giuseppe
- Pasquali Camillo
- Petti Raffaele
- Picchiotti Giacomo
- Roda Giuseppe
- Tibaldi Ettore

## Mešana skupina
- Bosia Giuseppe
- Braitenberg Carlo
- Cadorna Raffaele
- Canonica Pietro
- De Nicola Enrico
- De Sanctis Gaetano
- Jannaccone Pasquale
- Merzagora Cesare
- Paratore Giuseppe
- Raffeiner Giuseppe
- Savarino Santi
- Sturzo Luigi